# ラムサール条約
特に水鳥の生息地として国際的に重要な湿地に関する条約（とくに みずとりの せいそくちとして こくさいてきに じゅうような しっちに かんする じょうやく）、通称ラムサール条約（ラムサールじょうやく）は、湿地の保存に関する国際条約。水鳥を食物連鎖の頂点とする湿地の生態系を守る目的で、1971年2月2日に制定され、1975年12月21日に発効した。1980年以降、定期的に締約国会議が開催されている。日本での法令番号は昭和55年条約第28号。「ラムサール条約」は、この条約が作成された地であるイランの都市ラームサル（ラムサール）にちなむ通称である。
制定当初のこの条約には条項の改正手続に関する規定が含まれていなかったため、第10条と第11条の間に改正規定に関する条項として第10条の2を加える旨などを規定した「特に水鳥の生息地として国際的に重要な湿地に関する条約を改正する議定書」が、1982年12月3日にパリで作成された。こちらの日本での法令番号は昭和62年条約第8号。

## 概要
2021年11月現在の締結国は172か国。登録地数は2434か所。面積で約2546800km2である。締約国は、動植物、特に鳥類の生息にとって重要な水域等を指定し、指定地は事務局の登録簿に登録される。締約国は、指定地の適正な利用と保全について計画をまとめ、実施する。例えば、日本では当該湿地等を国指定鳥獣保護区の特別保護地区（鳥獣保護法）や生息地等保護区の管理区域（種の保存法）、国立公園・国定公園の特別地域（自然公園法）に指定し、法令に基づいた保護・管理を行う。また正式題名が「特に水鳥の生息地…」となっているが、鳥類だけではなく、絶滅のおそれのある動植物が生育・生息していたり、その地域を代表とする湿地等も登録される。2021年12月現在、日本におけるラムサール条約登録地は53か所、総面積は155,174ヘクタール。
日本政府は1980年6月17日に加入書をUNESCO事務局長に寄託、同年10月17日に日本国内で発効した。加入に際し、日本政府は釧路湿原を最初の指定地候補にあげた。日本の事務局は北海道釧路市にある釧路国際ウェットランドセンターである。
- 2005年11月8日、第9回締約国会議（ウガンダ・カンパラ）において、日本の登録地が一挙に20か所追加登録された。
- 2008年10月30日、第10回締約国会議（韓国・昌原市）において4か所追加登録され、計37か所、13万1027ヘクタールとなった。
- 2012年7月3日、第11回締約国会議（ルーマニア・ブカレスト）において9か所追加登録され、計46か所、13万7968ヘクタールとなった。
- 2015年6月3日、第12回締約国会議（ウルグアイ・プンタ・デル・エステ）において4か所追加登録され、計50か所、14万8002ヘクタールとなった。
- 2018年10月21日、第13回締約国会議（アラブ首長国連邦・ドバイ）において2か所追加登録、1か所登録面積拡張され、計52か所、15万4696ヘクタールとなった。
- 2022年11月21-29日、第14回締約国会議が中国・武漢市で開催予定[1]。

### 湿地の分類
ラムサール条約において、『湿地の種類に関するラムサール分類体系（Ramsar Classification System for Wetland Type）』は以下のとおりである。本体系は、締約国会議勧告4.7で承認され、同決議VI.5およびVII.11で改定されたものである。本分類は、各湿地帯における主要湿地の生息環境を簡便に特定するための広範な（全般的な）枠組みを示している。

#### 海洋沿岸域湿地
- A ： 低潮時に6メートルより浅い永久的な浅海域。湾や海峡を含む。
- B ： 海洋の潮下帯域。海藻や海草の藻場、熱帯性海洋草原を含む。
- C ： サンゴ礁。
- D ： 海域の岩礁。沖合の岩礁性島、海崖を含む。
- E ： 砂、礫、中礫海岸。砂州、砂嘴、砂礫性島、砂丘系を含む。
- F ： 河口域。河口の永久的な水域とデルタの河口域。
- G ： 潮間帯の泥質、砂質、塩性干潟。
- H ： 潮間帯湿地。塩性湿地、塩水草原、塩性沼沢地、塩性高層湿原、潮汐汽水沼沢地、干潮淡水沼沢地を含む。
- I ： 潮間帯森林湿地。マングローブ林、ニッパヤシ湿地林、潮汐淡水湿地林を含む。
- J ： 沿岸域汽水／塩水礁湖。淡水デルタ礁湖を含む。
- K ： 沿岸域淡水潟。三角州の淡水潟を含む。
- Zk(a) ： 海洋沿岸域地下カルスト及び洞窟性水系。

#### 内陸湿地
- L ： 永久的内陸デルタ
- M ： 永久的河川、渓流、小河川。滝を含む。
- N ： 季節的、断続的、不定期な河川、渓流小河川。
- O ： 永久的な淡水湖沼（8haより大きい）。大きな三日月湖を含む。
- P ： 季節的、断続的淡水湖沼（8haより大きい）。氾濫原の湖沼を含む。
- Q ： 永久的塩水、汽水、アルカリ性湖沼。
- R ： 季節的、断続的、塩水、汽水、アルカリ性湖沼と平底。
- Sp ： 永久的塩水、汽水、アルカリ性沼沢地、水たまり。
- Ss ： 季節的、断続的塩水、汽水、アルカリ性湿原、水たまり。
- Tp ： 永久的淡水沼沢地・水たまり。沼（8ha未満）、少なくとも成長期のほとんどの間水に浸かった抽水植生のある無機質土壌上の沼沢地や湿地林。
- Ts ： 季節的、断続的淡水沼沢地・水たまり。無機質土壌上にある沼地、ポットホール、季節的に冠水する草原、ヨシ沼沢地。
- U ： 樹林のない泥炭地。灌木のある、または開けた高層湿原、湿地林、低層湿原。
- Va ： 高山湿地。高山草原、雪解け水による一時的な水域を含む。
- Vt ： ツンドラ湿地。ツンドラ水たまり、雪解け水による一時的な水域を含む。
- W ： 灌木の優占する湿原。無機質土壌上の、低木湿地林、淡水沼沢地林、低木の優占する淡水沼沢地、低木カール、ハンノキ群落。
- Xf ： 淡水樹木優占湿原。無機質土壌上の、淡水沼沢地、季節的に冠水する森林、森林性沼沢地を含む。
- Xp ： 森林性泥炭地。泥炭沼沢地林。
- Y ： 淡水泉。オアシス。
- Zg ： 地熱性湿地。
- Zk(b) ： 内陸の地下カルストと洞窟性水系。

#### 人工湿地
- 1 ： 水産養殖池（例 魚類、エビ）
- 2 ： 湖沼。一般的に8ha以下の農地用ため池、牧畜用ため池、小規模な貯水池。
- 3 ： 灌漑地。灌漑用水路、水田を含む。
- 4 ： 季節的に冠水する農地（集約的に管理もしくは放牧されている牧草地もしくは牧場で、水を引いてあるもの。）
- 5 ： 製塩場。塩田、塩分を含む泉等。
- 6 ： 貯水場。貯水池、堰、ダム、人工湖（ふつうは8haを超えるもの）。
- 7 ： 採掘現場。砂利採掘坑、レンガ用の土採掘坑、粘土採掘坑。土取場の採掘坑、採鉱場の水たまり。
- 8 ： 廃水処理区域。下水利用農場、沈殿池、酸化池等。
- 9 ： 運河、排水路、水路。
- Zk(c) ： 人工のカルスト及び洞窟の水系。

### 登録基準
ラムサール条約における『国際的に重要なWetlands（湿地帯）を特定する基準』は下記のとおりである。従来は基準1から8までが用いられてきたが、2005年11月のラムサール条約第9回締約国会議にて基準9が追加された。本基準は、Ramsar Information Sheet (RIS) 2009-2012版のAnnex IIに示されている。
- 基準グループA 代表的な、希少な、又は固有の湿地タイプを含む地域（Sites containing representative, rare or unique wetland types）
  - 基準1 適当な生物地理区内に、自然の、または、自然度が高い湿地タイプの代表的、希少、または、固有な例を含む湿地がある場合。
- 基準グループB 生物多様性保全のために国際的に重要な地域（Sites of international importance for conserving biological diversity）
  - 種と生態学的群集に基づく基準（Criteria based on species and ecological communities）
    - 基準2 危急種、絶滅危惧種、または、近絶滅種と特定された種、また絶滅の恐れのある生態学的群集を擁している場合。
    - 基準3 特定の生物地理区における生物多様性の維持に重要な動植物種の個体群を擁している場合。
    - 基準4 生活環境の重要な段階において動植物種を支えている場合、または、悪条件の期間中に動植物に避難場所を提供している場合。

  - 水鳥に基づく基準（Specific criteria based on waterbirds）
    - 基準5 定期的に2万羽以上の水鳥を擁している場合。
    - 基準6 水鳥の一の種、または、亜種の個体群において、個体数の1%を定期的に擁している場合。

  - 魚類に基づく基準（Specific criteria based on fish）
    - 基準7 固有な魚類の亜種、種、または、科、生活史の一段階、種間相互作用、湿地の利益、もしくは、価値を代表する個体群の相当な割合を維持しており、それによって世界の生物多様性に貢献している場合。
    - 基準8 魚類の重要な食物源であり、産卵場、稚魚の生育場であり、または、湿地内、もしくは、湿地外の漁業資源が依存する回遊経路となっている場合。

  - その他の分類群に基づく基準（Specific criteria based on other taxa）
    - 基準9 湿地に依存する鳥類以外の動物種の1種または亜種の個体数の1%を常に支えている湿地。

なお、登録申請時の基準に関する運用、解釈が、Ramsar Information Sheet (RIS) 2009-2012版のGuidelines for the application of the Criteria（RIS申請に関するガイドライン）に示されている。

## 締約国会議（COP）
1980年以降、およそ3年ごとに、「ラムサール条約締約国会議」（締約国会議=Conference of the Parties (COP)なので、"ラムサールCOP"とも呼ばれる）が開催されている。
1. 第1回締約国会議 (COP1) 1980年 イタリア カリャリ
2. 第2回締約国会議 (COP2) 1984年 オランダ フローニンヘン
3. 第3回締約国会議 (COP3) 1987年 カナダ レジャイナ
4. 第4回締約国会議 (COP4) 1990年 スイス モントルー
5. 第5回締約国会議 (COP5) 1993年 日本 釧路
6. 第6回締約国会議 (COP6) 1996年 オーストラリア ブリスベン
7. 第7回締約国会議 (COP7) 1999年 コスタリカ サンホセ
8. 第8回締約国会議 (COP8) 2002年 スペイン バレンシア
9. 第9回締約国会議 (COP9) 2005年 ウガンダ カンパラ
10. 第10回締約国会議 (COP10) 2008年 大韓民国 昌原
11. 第11回締約国会議 (COP11) 2012年 ルーマニア ブカレスト
12. 第12回締約国会議 (COP12) 2015年 ウルグアイ プンタ・デル・エステ
13. 第13回締約国会議 (COP13) 2018年 アラブ首長国連邦 ドバイ
14. 第14回締約国会議 (COP14) 2022年 中国 武漢[3]

## 登録湿地
全世界で計172カ国の2,492カ所が登録され、合計面積は256,637,813 ha である。日本国内における登録湿地は合計53カ所、面積は 155,174 ha である。

## 湿地自治体
条約の決議第7条の10（XII.10）に基づき、ラムサール条約湿地もしくは重要な湿地に近接・依存している自治体は「湿地自治体」の指定を条約事務局へ申請することができる。独立助言委員会による審査・選定の後、ラムサール条約常設委員会によって指定都市が決定される。2018年のCOP13期間には18の都市が初めて指定されており、指定の有効期間は認証から6年間である。

### 一覧
| 国               | 認証年 | 都市数 | 自治体                                                         |
| ---------------- | ------ | ------ | -------------------------------------------------------------- |
| カナダ           | 2022   | 1      | サックビル                                                     |
| 中華人民共和国   | 2018   | 6      | 常徳市、常熟市、東営市、ハルビン市、海口市、銀川市             |
| 中華人民共和国   | 2022   | 7      | 合肥市、済寧市、梁平区、南昌市、盤錦市、武漢市、塩城市         |
| フランス         | 2018   | 4      | アミアン、クルトゥランジュ、ポン＝オードゥメール、サントメール |
| フランス         | 2022   | 2      | ベルヴァル＝アン＝アルゴンヌ、セルツ                           |
| ハンガリー       | 2018   | 1      | タタの湖沼群                                                   |
| インドネシア     | 2022   | 2      | スラバヤ、東タンジュンジャブン                                 |
| イラン           | 2022   | 2      | バンダル・ハミール、ヴァルザネ                                 |
| イラク           | 2022   | 1      | アル＝ジバーイシュ                                             |
| 日本             | 2022   | 2      | 出水市、新潟市                                                 |
| マダガスカル     | 2018   | 1      | ミザンジョ                                                     |
| モロッコ         | 2022   | 1      | イフレン                                                       |
| 大韓民国         | 2018   | 4      | 昌寧郡、麟蹄郡、済州市、順天市                                 |
| 大韓民国         | 2022   | 3      | 高敞郡、舒川郡、西帰浦市                                       |
| ルワンダ         | 2022   | 1      | キガリ                                                         |
| 南アフリカ共和国 | 2022   | 1      | ケープタウン                                                   |
| スペイン         | 2022   | 1      | バレンシア                                                     |
| スリランカ       | 2018   | 1      | コロンボ                                                       |
| タイ             | 2022   | 1      | シーソンクラーム郡                                             |
| チュニジア       | 2018   | 1      | ガール・エル＝メルフ                                           |

## 沿革
- 1971年2月2日 - ラームサルにて条約署名[条約 1]
- 1975年12月21日 - 条約発効[条約 3]
- 1980年10月17日 - 日本で条約発効[告示 1]
- 1982年12月3日 - パリにて改正議定書署名[条約 2]
- 1986年11月1日 - 改正議定書発効[議定書 1]
- 1987年5月28日 - レジャイナにて第6条および第7条の改正につき署名[条約 4]
- 1987年6月26日 - 日本で改正議定書が発効[条約 5]
- 1994年5月1日 - 第6条および第7条の改正につき発効[告示 2]。日本で第6条および第7条の改正につき発効[告示 3]。